# أنطونيو خوسيه
أنطونيو خوسيه (بالإسبانية: Antonio José Martínez Palacios)‏ هو ملحن إسباني، ولد في 12 ديسمبر 1902 في برغش في إسبانيا، وتوفي في 9 أكتوبر 1936 بسبب قتل عمد.

## وصلات خارجية
- أنطونيو خوسيه على موقع ميوزك برينز (الإنجليزية)
- أنطونيو خوسيه على موقع ديسكوغز (الإنجليزية)